# رايد لندن الكلاسيكي 2022
رايد لندن الكلاسيكي 2022 هو سباق دراجات هوائية، وهو الموسم التاسع من رايد لندن الكلاسيكي ‏، وأقيم خلال الفترة من 27 مايو 2022، وحتى 29 مايو 2022، وشارك فيه 114 متسابقاً ووصل إلى نهايته 94 متسابقاً.
فاز بالمركز الأول لورينا ويبيس، وبالمركز الثاني إليسا بالسامو، وبالمركز الثالث إيما نورسجارد يورجنسن، وفاز لورينا ويبيس في ترتيب النقاط، وكان الفائز حسب النقاط للشباب Julia Borgström ‏، وكان الفائز في تصنيف الجبال آنا هندرسون.

## الفرق
| فرق سيدات عالمية (11)- كانيون–إس آر إيه إم ريسينغ 2022 ‏ - EF Education–Tibco–SVB ‏ - FDJ–Suez ‏ - جامبو فيسما للسيدات 2022 ‏ - ليف ريسينغ 2022 ‏ - موفيستار للسيدات 2022 ‏ - فريق سنويب للسيدات 2022 ‏ - Lidl–Trek (women's team) ‏ - إس دي وركس 2022 ‏ - يو أي أيه تيم 2022 ‏ - فريق أونو إكس برو للدراجات للسيدات 2022 ‏ فرق دراجات قارية سيدات (9)- Andy Schleck–CP NVST–Immo Losch ‏ - أيول أوشيه 2022 ‏ - إن إكس تي جي ريسينغ 2022 ‏ - Ceratizit Pro Cycling ‏ - كوب هايتك بوردكتس 2022 ‏ - لي كول واهو 2022 ‏ - روبل كليننينج 2022 ‏ - St. Michel–Preference Home–Auber93 (women's team) ‏ - فالكار ترافل سيرفس 2022 ‏ |  |
| |  |

## المراحل
| قائمة المراحل | قائمة المراحل | قائمة المراحل       | قائمة المراحل | قائمة المراحل | قائمة المراحل   | قائمة المراحل |
| المرحلة       | التاريخ       | الدورة              |               | المسافة (كم)  | الفائز بالمرحلة | القائد العام  |
| ------------- | ------------- | ------------------- | ------------- | ------------- | --------------- | ------------- |
| مرحلة 1       | 27 مايو       | Maldon ‏ – Maldon ‏   | مرحلة مستوية  | 137٫1         | لورينا ويبيس    | لورينا ويبيس  |
| مرحلة 2       | 28 مايو       | تشيلمسفورد – إبينغ ‏ | مرحلة مستوية  | 141           | لورينا ويبيس    | لورينا ويبيس  |
| مرحلة 3       | 29 مايو       | لندن – لندن         | مرحلة مستوية  | 85٫3          | لورينا ويبيس    | لورينا ويبيس  |

## النتيجة

### مرحلة 1
هي مرحلة بسيطة، أقيمت في 27 مايو 2022، وامتدّت لمسافة 137.1 كيلومتر. فاز بالمرحلة لورينا ويبيس، وكان متصدر الترتيب العام في نهاية المرحلة لورينا ويبيس، وكان المتصدر حسب ترتيب النقاط لورينا ويبيس، وكان المتصدر في ترتيب التسلق آنا هندرسون، وتصدر ترتيب النقاط للشباب Vittoria Guazzini ‏.
| التصنيف العام | التصنيف العام      | التصنيف العام | التصنيف العام                                      | التصنيف العام |  |
| العداء        | العداء             | البلد         | الفريق                                             | الوقت         |  |
| ------------- | ------------------ | ------------- | -------------------------------------------------- | ------------- |  |
| 1             | لورينا ويبيس       | هولندا        | فريق سنويب للسيدات ‏                                | 3 س 30 د 25 ث |  |
| 2             | إليسا بالسامو      | إيطاليا       | Lidl–Trek (women's team) ‏                          | + 0 ث         |  |
| 3             | Emma Norsgaard     | الدنمارك      | موفيستار للسيدات ‏                                  | + 0 ث         |  |
| 4             | لوت كوبيكي         | بلجيكا        | إس دي وركس ‏                                        | + 0 ث         |  |
| 5             | Vittoria Guazzini ‏ | إيطاليا       | FDJ–Suez ‏                                          | + 0 ث         |  |
| 6             | Silvia Persico ‏    | إيطاليا       | فالكار سيلانس ‏                                     | + 0 ث         |  |
| 7             | كيارا كونسوني      | إيطاليا       | فالكار سيلانس ‏                                     | + 0 ث         |  |
| 8             | مارتا باستيانيلي   | إيطاليا       | يو أي أيه تيم ‏                                     | + 4 ث         |  |
| 9             | Simone Boilard ‏    | كندا          | St. Michel–Preference Home–Auber93 (women's team) ‏ | + 4 ث         |  |
| 10            | Letizia Borghesi ‏  | إيطاليا       | EF Education–Tibco–SVB ‏                            | + 4 ث         |  |

### مرحلة 2
هي مرحلة بسيطة، أقيمت في 28 مايو 2022، وامتدّت لمسافة 141 كيلومتر. فاز بالمرحلة لورينا ويبيس، وكان متصدر الترتيب العام في نهاية المرحلة لورينا ويبيس، وكان المتصدر حسب ترتيب النقاط لورينا ويبيس، وكان المتصدر في ترتيب التسلق آنا هندرسون، وتصدر ترتيب النقاط للشباب Vittoria Guazzini ‏.
| التصنيف العام | التصنيف العام       | التصنيف العام | التصنيف العام                                      | التصنيف العام |  |
| العداء        | العداء              | البلد         | الفريق                                             | الوقت         |  |
| ------------- | ------------------- | ------------- | -------------------------------------------------- | ------------- |  |
| 1             | لورينا ويبيس        | هولندا        | فريق سنويب للسيدات ‏                                | 3 س 39 د 13 ث |  |
| 2             | إليسا بالسامو       | إيطاليا       | Lidl–Trek (women's team) ‏                          | + 0 ث         |  |
| 3             | Emma Norsgaard      | الدنمارك      | موفيستار للسيدات ‏                                  | + 0 ث         |  |
| 4             | لوت كوبيكي          | بلجيكا        | إس دي وركس ‏                                        | + 0 ث         |  |
| 5             | مارتا باستيانيلي    | إيطاليا       | يو أي أيه تيم ‏                                     | + 0 ث         |  |
| 6             | كيارا كونسوني       | إيطاليا       | فالكار سيلانس ‏                                     | + 0 ث         |  |
| 7             | Silvia Persico ‏     | إيطاليا       | فالكار سيلانس ‏                                     | + 0 ث         |  |
| 8             | Vittoria Guazzini ‏  | إيطاليا       | FDJ–Suez ‏                                          | + 0 ث         |  |
| 9             | Jesse Vandenbulcke ‏ | بلجيكا        | دروبز ‏                                             | + 0 ث         |  |
| 10            | Simone Boilard ‏     | كندا          | St. Michel–Preference Home–Auber93 (women's team) ‏ | + 0 ث         |  |

### مرحلة 3
هي مرحلة بسيطة، أقيمت في 29 مايو 2022، وامتدّت لمسافة 85.3 كيلومتر. فاز بالمرحلة لورينا ويبيس، وكان متصدر الترتيب العام في نهاية المرحلة لورينا ويبيس.

## المشاركون
| فريق سنويب للسيدات ‏ DSM | فريق سنويب للسيدات ‏ DSM | فريق سنويب للسيدات ‏ DSM |
| ----------------------- | ----------------------- | ----------------------- |
| م                       | عداء                    | مرتبة                   |
| 1                       | لورينا ويبيس            | 1                       |
| 2                       | Megan Jastrab ‏          | 70                      |
| 3                       | ليا كيرشمان             | 66                      |
| 4                       | فرانشيسكا كوش ‏          | 67                      |
| 5                       | Charlotte Kool ‏         | 38                      |
| 6                       | فايفر جورجي (طريق)      | 51                      |

| Lidl–Trek (women's team) ‏ TFS | Lidl–Trek (women's team) ‏ TFS | Lidl–Trek (women's team) ‏ TFS |
| ----------------------------- | ----------------------------- | ----------------------------- |
| م                             | عداء                          | مرتبة                         |
| 11                            | Elynor Bäckstedt ‏             | 74                            |
| 12                            | إليسا بالسامو (طريق)          | 2                             |
| 13                            | أمالي ديديريكسن (طريق)        | 57                            |
| 14                            | Lauretta Hanson ‏              | 54                            |
| 15                            | كلو هوسكينغ                   | 42                            |
| 16                            | Audrey Cordon-Ragot           | 32                            |

| كانيون–إس آر إيه إم ‏ CSR | كانيون–إس آر إيه إم ‏ CSR | كانيون–إس آر إيه إم ‏ CSR |
| ------------------------ | ------------------------ | ------------------------ |
| م                        | عداء                     | مرتبة                    |
| 21                       | Alice Barnes             | 62                       |
| 22                       | Shari Bossuyt ‏           | 37                       |
| 23                       | Neve Bradbury ‏           | 81                       |
| 24                       | سارة روي                 | 45                       |
| 25                       | ليزا كلاين               | 56                       |
| 26                       | كاتارزينا نيفيادوما      | 19                       |

| EF Education–Tibco–SVB ‏ TIB | EF Education–Tibco–SVB ‏ TIB | EF Education–Tibco–SVB ‏ TIB |
| --------------------------- | --------------------------- | --------------------------- |
| م                           | عداء                        | مرتبة                       |
| 31                          | كريستابل دوبيل هيكوك        | 20                          |
| 32                          | Letizia Borghesi ‏           | 11                          |
| 33                          | Veronica Ewers ‏             | 86                          |
| 35                          | Omer Shapira ‏ (طريق)        | 72                          |
| 36                          | Tanja Erath ‏                | 94                          |

| FDJ–Suez ‏ FSF | FDJ–Suez ‏ FSF      | FDJ–Suez ‏ FSF    |
| ------------- | ------------------ | ---------------- |
| م             | عداء               | مرتبة            |
| 41            | برودي شابمان       | 46               |
| 42            | Clara Copponi ‏     | 65               |
| 43            | إميليا فهلين       | 60               |
| 44            | Maëlle Grossetête ‏ | 24               |
| 45            | Vittoria Guazzini ‏ | لم يكمل السباق-3 |
| 46            | جادي فيل           | 29               |

| ليف ريسينغ ‏ LIV | ليف ريسينغ ‏ LIV      | ليف ريسينغ ‏ LIV |
| --------------- | -------------------- | --------------- |
| م               | عداء                 | مرتبة           |
| 51              | Rachele Barbieri ‏    | 13              |
| 53              | أليسون جاكسون (طريق) | 12              |
| 54              | Amber van der Hulst ‏ | 85              |
| 55              | Jeanne Korevaar ‏     | 28              |
| 56              | Quinty Ton ‏          | 18              |

| موفيستار للسيدات ‏ MOV | موفيستار للسيدات ‏ MOV  | موفيستار للسيدات ‏ MOV |
| --------------------- | ---------------------- | --------------------- |
| م                     | عداء                   | مرتبة                 |
| 61                    | أود بيانيك             | لم يكمل السباق-1      |
| 63                    | أليسيا غونزاليس بلانكو | 55                    |
| 64                    | باربرا جوارشي          | 63                    |
| 65                    | Emma Norsgaard         | 3                     |
| 66                    | شيلا جوتيريز           | 68                    |

| جامبو فيسما للسيدات ‏ TJV | جامبو فيسما للسيدات ‏ TJV | جامبو فيسما للسيدات ‏ TJV |
| ------------------------ | ------------------------ | ------------------------ |
| م                        | عداء                     | مرتبة                    |
| 71                       | Coryn Labecki            | 14                       |
| 72                       | Teuntje Beekhuis ‏        | 78                       |
| 73                       | آنا هندرسون              | 21                       |
| 74                       | Amber Kraak ‏             | 22                       |
| 75                       | Aafke Soet ‏              | لم يكمل السباق-3         |
| 76                       | Noemi Rüegg ‏             | 47                       |

| إس دي وركس ‏ SDW | إس دي وركس ‏ SDW             | إس دي وركس ‏ SDW |
| --------------- | --------------------------- | --------------- |
| م               | عداء                        | مرتبة           |
| 81              | Chantal van den Broek-Blaak | 43              |
| 82              | كريستين ماجروس (طريق)       | 31              |
| 83              | إيلينا سيتشيني              | 49              |
| 84              | Lonneke Uneken ‏             | 59              |
| 85              | مارلين رويسر (طريق)         | 16              |
| 86              | لوت كوبيكي (طريق)           | 4               |

| يو أي أيه تيم ‏ UAD | يو أي أيه تيم ‏ UAD | يو أي أيه تيم ‏ UAD |
| ------------------ | ------------------ | ------------------ |
| م                  | عداء               | مرتبة              |
| 91                 | مارتا باستيانيلي   | 6                  |
| 92                 | صوفيا بيرتيزولو    | 36                 |
| 93                 | Maaike Boogaard ‏   | 44                 |
| 94                 | Linda Zanetti ‏     | 53                 |
| 95                 | صوفي رايت          | 82                 |
| 96                 | Anna Trevisi ‏      | لم يكمل السباق-3   |

| فريق أونو إكس برو للدراجات للسيدات ‏ UXT | فريق أونو إكس برو للدراجات للسيدات ‏ UXT | فريق أونو إكس برو للدراجات للسيدات ‏ UXT |
| --------------------------------------- | --------------------------------------- | --------------------------------------- |
| م                                       | عداء                                    | مرتبة                                   |
| 101                                     | Anniina Ahtosalo ‏                       | 64                                      |
| 102                                     | سوزان أندرسن                            | 58                                      |
| 103                                     | هانا بارنز                              | لم يكمل السباق-3                        |
| 104                                     | Rebecca Koerner ‏                        | لم يكمل السباق-1                        |
| 105                                     | Amalie Lutro ‏                           | 52                                      |
| 106                                     | Mie Bjørndal Ottestad ‏                  | 39                                      |

| Andy Schleck–CP NVST–Immo Losch ‏ ASC | Andy Schleck–CP NVST–Immo Losch ‏ ASC | Andy Schleck–CP NVST–Immo Losch ‏ ASC |
| ------------------------------------ | ------------------------------------ | ------------------------------------ |
| م                                    | عداء                                 | مرتبة                                |
| 111                                  | Michelle Andres ‏                     | لم يكمل السباق-3                     |
| 112                                  | Fabienne Buri ‏                       | 77                                   |
| 113                                  | Georgia Danford‏                      | لم يكمل السباق-1                     |
| 114                                  | Kerry Jonker ‏                        | لم يكمل السباق-3                     |
| 115                                  | Léna Mettraux ‏                       | لم يكمل السباق-2                     |
| 116                                  | Zsófia Szabó ‏                        | 90                                   |

| أيول أوشيه ‏ AWO | أيول أوشيه ‏ AWO  | أيول أوشيه ‏ AWO  |
| --------------- | ---------------- | ---------------- |
| م               | عداء             | مرتبة            |
| 121             | Emily Meakin‏     | 84               |
| 122             | GBR              | لم يكمل السباق-2 |
| 123             | Maddie Wadsworth‏ | لم يكمل السباق-1 |
| 124             | Connie Hayes‏     | لم يكمل السباق-3 |
| 125             | Georgia Bullard‏  | لم يكمل السباق-3 |
| 126             | GBR              | لم يكمل السباق-3 |

| Ceratizit Pro Cycling ‏ WNT | Ceratizit Pro Cycling ‏ WNT    | Ceratizit Pro Cycling ‏ WNT |
| -------------------------- | ----------------------------- | -------------------------- |
| م                          | عداء                          | مرتبة                      |
| 132                        | ساندرا ألونسو                 | 34                         |
| 133                        | Lana Eberle ‏                  | 87                         |
| 134                        | Martina Fidanza ‏              | 89                         |
| 135                        | Lara Vieceli ‏                 | 17                         |
| 136                        | Kathrin Schweinberger ‏ (طريق) | 83                         |

| روبل كليننينج ‏ IBC | روبل كليننينج ‏ IBC       | روبل كليننينج ‏ IBC |
| ------------------ | ------------------------ | ------------------ |
| م                  | عداء                     | مرتبة              |
| 141                | Antonia Gröndahl ‏ (طريق) | 61                 |
| 142                | أليس شارب                | 15                 |
| 143                | Megan Armitage ‏          | لم يكمل السباق-3   |
| 144                | Mia Griffin ‏             | لم يكمل السباق-3   |
| 145                | Sara Van de Vel ‏         | 71                 |
| 146                | Georgia Whitehouse‏       | 91                 |

| دروبز ‏ DRP | دروبز ‏ DRP               | دروبز ‏ DRP |
| ---------- | ------------------------ | ---------- |
| م          | عداء                     | مرتبة      |
| 153        | April Tacey ‏             | 88         |
| 154        | Marjolein van 't Geloof ‏ | 75         |
| 155        | Maike van der Duin ‏      | 73         |
| 156        | Jesse Vandenbulcke ‏      | 9          |

| إن إكس تي جي ريسينغ ‏ AGI | إن إكس تي جي ريسينغ ‏ AGI | إن إكس تي جي ريسينغ ‏ AGI |
| ------------------------ | ------------------------ | ------------------------ |
| م                        | عداء                     | مرتبة                    |
| 161                      | Ilse Pluimers ‏           | 25                       |
| 162                      | NED                      | 27                       |
| 163                      | Mylène de Zoete ‏         | 76                       |
| 164                      | Julia Borgström ‏         | 8                        |
| 165                      | Ally Wollaston ‏          | 41                       |
| 166                      | Gaia Masetti ‏            | 40                       |

| St. Michel–Preference Home–Auber93 (women's team) ‏ AUB | St. Michel–Preference Home–Auber93 (women's team) ‏ AUB | St. Michel–Preference Home–Auber93 (women's team) ‏ AUB |
| ------------------------------------------------------ | ------------------------------------------------------ | ------------------------------------------------------ |
| م                                                      | عداء                                                   | مرتبة                                                  |
| 171                                                    | Perrine Clauzel ‏                                       | 79                                                     |
| 172                                                    | Coralie Demay ‏                                         | 33                                                     |
| 173                                                    | Barbara Fonseca ‏                                       | 50                                                     |
| 174                                                    | FRA                                                    | 80                                                     |
| 175                                                    | Simone Boilard ‏                                        | 10                                                     |
| 176                                                    | FRA                                                    | لم يكمل السباق-1                                       |

| تيم كوب هايتك بوردكتس ‏ HPU | تيم كوب هايتك بوردكتس ‏ HPU | تيم كوب هايتك بوردكتس ‏ HPU |
| -------------------------- | -------------------------- | -------------------------- |
| م                          | عداء                       | مرتبة                      |
| 181                        | جيسيكا روبرتس              | 69                         |
| 182                        | Josie Nelson ‏              | 23                         |
| 183                        | Pernille Feldmann ‏         | 93                         |
| 184                        | Sylvie Swinkels ‏           | لم يكمل السباق-3           |
| 185                        | Nicole Steigenga ‏          | لم يكمل السباق-1           |
| 186                        | NOR                        | 92                         |

| فالكار سيلانس ‏ VAL | فالكار سيلانس ‏ VAL   | فالكار سيلانس ‏ VAL |
| ------------------ | -------------------- | ------------------ |
| م                  | عداء                 | مرتبة              |
| 191                | كيارا كونسوني        | 5                  |
| 192                | Silvia Persico ‏      | 7                  |
| 193                | Eleonora Gasparrini ‏ | 26                 |
| 194                | Ilaria Sanguineti ‏   | 48                 |
| 195                | Karolina Kumięga ‏    | 30                 |
| 196                | Anastasia Carbonari ‏ | 35                 |

| فريق سنويب للسيدات ‏ DSM | فريق سنويب للسيدات ‏ DSM | فريق سنويب للسيدات ‏ DSM |
| ----------------------- | ----------------------- | ----------------------- |
| م                       | عداء                    | مرتبة                   |
| 1                       | لورينا ويبيس            | 1                       |
| 2                       | Megan Jastrab ‏          | 70                      |
| 3                       | ليا كيرشمان             | 66                      |
| 4                       | فرانشيسكا كوش ‏          | 67                      |
| 5                       | Charlotte Kool ‏         | 38                      |
| 6                       | فايفر جورجي (طريق)      | 51                      |

| Lidl–Trek (women's team) ‏ TFS | Lidl–Trek (women's team) ‏ TFS | Lidl–Trek (women's team) ‏ TFS |
| ----------------------------- | ----------------------------- | ----------------------------- |
| م                             | عداء                          | مرتبة                         |
| 11                            | Elynor Bäckstedt ‏             | 74                            |
| 12                            | إليسا بالسامو (طريق)          | 2                             |
| 13                            | أمالي ديديريكسن (طريق)        | 57                            |
| 14                            | Lauretta Hanson ‏              | 54                            |
| 15                            | كلو هوسكينغ                   | 42                            |
| 16                            | Audrey Cordon-Ragot           | 32                            |

| كانيون–إس آر إيه إم ‏ CSR | كانيون–إس آر إيه إم ‏ CSR | كانيون–إس آر إيه إم ‏ CSR |
| ------------------------ | ------------------------ | ------------------------ |
| م                        | عداء                     | مرتبة                    |
| 21                       | Alice Barnes             | 62                       |
| 22                       | Shari Bossuyt ‏           | 37                       |
| 23                       | Neve Bradbury ‏           | 81                       |
| 24                       | سارة روي                 | 45                       |
| 25                       | ليزا كلاين               | 56                       |
| 26                       | كاتارزينا نيفيادوما      | 19                       |

| EF Education–Tibco–SVB ‏ TIB | EF Education–Tibco–SVB ‏ TIB | EF Education–Tibco–SVB ‏ TIB |
| --------------------------- | --------------------------- | --------------------------- |
| م                           | عداء                        | مرتبة                       |
| 31                          | كريستابل دوبيل هيكوك        | 20                          |
| 32                          | Letizia Borghesi ‏           | 11                          |
| 33                          | Veronica Ewers ‏             | 86                          |
| 35                          | Omer Shapira ‏ (طريق)        | 72                          |
| 36                          | Tanja Erath ‏                | 94                          |

| FDJ–Suez ‏ FSF | FDJ–Suez ‏ FSF      | FDJ–Suez ‏ FSF    |
| ------------- | ------------------ | ---------------- |
| م             | عداء               | مرتبة            |
| 41            | برودي شابمان       | 46               |
| 42            | Clara Copponi ‏     | 65               |
| 43            | إميليا فهلين       | 60               |
| 44            | Maëlle Grossetête ‏ | 24               |
| 45            | Vittoria Guazzini ‏ | لم يكمل السباق-3 |
| 46            | جادي فيل           | 29               |

| ليف ريسينغ ‏ LIV | ليف ريسينغ ‏ LIV      | ليف ريسينغ ‏ LIV |
| --------------- | -------------------- | --------------- |
| م               | عداء                 | مرتبة           |
| 51              | Rachele Barbieri ‏    | 13              |
| 53              | أليسون جاكسون (طريق) | 12              |
| 54              | Amber van der Hulst ‏ | 85              |
| 55              | Jeanne Korevaar ‏     | 28              |
| 56              | Quinty Ton ‏          | 18              |

| موفيستار للسيدات ‏ MOV | موفيستار للسيدات ‏ MOV  | موفيستار للسيدات ‏ MOV |
| --------------------- | ---------------------- | --------------------- |
| م                     | عداء                   | مرتبة                 |
| 61                    | أود بيانيك             | لم يكمل السباق-1      |
| 63                    | أليسيا غونزاليس بلانكو | 55                    |
| 64                    | باربرا جوارشي          | 63                    |
| 65                    | Emma Norsgaard         | 3                     |
| 66                    | شيلا جوتيريز           | 68                    |

| جامبو فيسما للسيدات ‏ TJV | جامبو فيسما للسيدات ‏ TJV | جامبو فيسما للسيدات ‏ TJV |
| ------------------------ | ------------------------ | ------------------------ |
| م                        | عداء                     | مرتبة                    |
| 71                       | Coryn Labecki            | 14                       |
| 72                       | Teuntje Beekhuis ‏        | 78                       |
| 73                       | آنا هندرسون              | 21                       |
| 74                       | Amber Kraak ‏             | 22                       |
| 75                       | Aafke Soet ‏              | لم يكمل السباق-3         |
| 76                       | Noemi Rüegg ‏             | 47                       |

| إس دي وركس ‏ SDW | إس دي وركس ‏ SDW             | إس دي وركس ‏ SDW |
| --------------- | --------------------------- | --------------- |
| م               | عداء                        | مرتبة           |
| 81              | Chantal van den Broek-Blaak | 43              |
| 82              | كريستين ماجروس (طريق)       | 31              |
| 83              | إيلينا سيتشيني              | 49              |
| 84              | Lonneke Uneken ‏             | 59              |
| 85              | مارلين رويسر (طريق)         | 16              |
| 86              | لوت كوبيكي (طريق)           | 4               |

| يو أي أيه تيم ‏ UAD | يو أي أيه تيم ‏ UAD | يو أي أيه تيم ‏ UAD |
| ------------------ | ------------------ | ------------------ |
| م                  | عداء               | مرتبة              |
| 91                 | مارتا باستيانيلي   | 6                  |
| 92                 | صوفيا بيرتيزولو    | 36                 |
| 93                 | Maaike Boogaard ‏   | 44                 |
| 94                 | Linda Zanetti ‏     | 53                 |
| 95                 | صوفي رايت          | 82                 |
| 96                 | Anna Trevisi ‏      | لم يكمل السباق-3   |

| فريق أونو إكس برو للدراجات للسيدات ‏ UXT | فريق أونو إكس برو للدراجات للسيدات ‏ UXT | فريق أونو إكس برو للدراجات للسيدات ‏ UXT |
| --------------------------------------- | --------------------------------------- | --------------------------------------- |
| م                                       | عداء                                    | مرتبة                                   |
| 101                                     | Anniina Ahtosalo ‏                       | 64                                      |
| 102                                     | سوزان أندرسن                            | 58                                      |
| 103                                     | هانا بارنز                              | لم يكمل السباق-3                        |
| 104                                     | Rebecca Koerner ‏                        | لم يكمل السباق-1                        |
| 105                                     | Amalie Lutro ‏                           | 52                                      |
| 106                                     | Mie Bjørndal Ottestad ‏                  | 39                                      |

| Andy Schleck–CP NVST–Immo Losch ‏ ASC | Andy Schleck–CP NVST–Immo Losch ‏ ASC | Andy Schleck–CP NVST–Immo Losch ‏ ASC |
| ------------------------------------ | ------------------------------------ | ------------------------------------ |
| م                                    | عداء                                 | مرتبة                                |
| 111                                  | Michelle Andres ‏                     | لم يكمل السباق-3                     |
| 112                                  | Fabienne Buri ‏                       | 77                                   |
| 113                                  | Georgia Danford‏                      | لم يكمل السباق-1                     |
| 114                                  | Kerry Jonker ‏                        | لم يكمل السباق-3                     |
| 115                                  | Léna Mettraux ‏                       | لم يكمل السباق-2                     |
| 116                                  | Zsófia Szabó ‏                        | 90                                   |

| أيول أوشيه ‏ AWO | أيول أوشيه ‏ AWO  | أيول أوشيه ‏ AWO  |
| --------------- | ---------------- | ---------------- |
| م               | عداء             | مرتبة            |
| 121             | Emily Meakin‏     | 84               |
| 122             | GBR              | لم يكمل السباق-2 |
| 123             | Maddie Wadsworth‏ | لم يكمل السباق-1 |
| 124             | Connie Hayes‏     | لم يكمل السباق-3 |
| 125             | Georgia Bullard‏  | لم يكمل السباق-3 |
| 126             | GBR              | لم يكمل السباق-3 |

| Ceratizit Pro Cycling ‏ WNT | Ceratizit Pro Cycling ‏ WNT    | Ceratizit Pro Cycling ‏ WNT |
| -------------------------- | ----------------------------- | -------------------------- |
| م                          | عداء                          | مرتبة                      |
| 132                        | ساندرا ألونسو                 | 34                         |
| 133                        | Lana Eberle ‏                  | 87                         |
| 134                        | Martina Fidanza ‏              | 89                         |
| 135                        | Lara Vieceli ‏                 | 17                         |
| 136                        | Kathrin Schweinberger ‏ (طريق) | 83                         |

| روبل كليننينج ‏ IBC | روبل كليننينج ‏ IBC       | روبل كليننينج ‏ IBC |
| ------------------ | ------------------------ | ------------------ |
| م                  | عداء                     | مرتبة              |
| 141                | Antonia Gröndahl ‏ (طريق) | 61                 |
| 142                | أليس شارب                | 15                 |
| 143                | Megan Armitage ‏          | لم يكمل السباق-3   |
| 144                | Mia Griffin ‏             | لم يكمل السباق-3   |
| 145                | Sara Van de Vel ‏         | 71                 |
| 146                | Georgia Whitehouse‏       | 91                 |

| دروبز ‏ DRP | دروبز ‏ DRP               | دروبز ‏ DRP |
| ---------- | ------------------------ | ---------- |
| م          | عداء                     | مرتبة      |
| 153        | April Tacey ‏             | 88         |
| 154        | Marjolein van 't Geloof ‏ | 75         |
| 155        | Maike van der Duin ‏      | 73         |
| 156        | Jesse Vandenbulcke ‏      | 9          |

| إن إكس تي جي ريسينغ ‏ AGI | إن إكس تي جي ريسينغ ‏ AGI | إن إكس تي جي ريسينغ ‏ AGI |
| ------------------------ | ------------------------ | ------------------------ |
| م                        | عداء                     | مرتبة                    |
| 161                      | Ilse Pluimers ‏           | 25                       |
| 162                      | NED                      | 27                       |
| 163                      | Mylène de Zoete ‏         | 76                       |
| 164                      | Julia Borgström ‏         | 8                        |
| 165                      | Ally Wollaston ‏          | 41                       |
| 166                      | Gaia Masetti ‏            | 40                       |

| St. Michel–Preference Home–Auber93 (women's team) ‏ AUB | St. Michel–Preference Home–Auber93 (women's team) ‏ AUB | St. Michel–Preference Home–Auber93 (women's team) ‏ AUB |
| ------------------------------------------------------ | ------------------------------------------------------ | ------------------------------------------------------ |
| م                                                      | عداء                                                   | مرتبة                                                  |
| 171                                                    | Perrine Clauzel ‏                                       | 79                                                     |
| 172                                                    | Coralie Demay ‏                                         | 33                                                     |
| 173                                                    | Barbara Fonseca ‏                                       | 50                                                     |
| 174                                                    | FRA                                                    | 80                                                     |
| 175                                                    | Simone Boilard ‏                                        | 10                                                     |
| 176                                                    | FRA                                                    | لم يكمل السباق-1                                       |

| تيم كوب هايتك بوردكتس ‏ HPU | تيم كوب هايتك بوردكتس ‏ HPU | تيم كوب هايتك بوردكتس ‏ HPU |
| -------------------------- | -------------------------- | -------------------------- |
| م                          | عداء                       | مرتبة                      |
| 181                        | جيسيكا روبرتس              | 69                         |
| 182                        | Josie Nelson ‏              | 23                         |
| 183                        | Pernille Feldmann ‏         | 93                         |
| 184                        | Sylvie Swinkels ‏           | لم يكمل السباق-3           |
| 185                        | Nicole Steigenga ‏          | لم يكمل السباق-1           |
| 186                        | NOR                        | 92                         |

| فالكار سيلانس ‏ VAL | فالكار سيلانس ‏ VAL   | فالكار سيلانس ‏ VAL |
| ------------------ | -------------------- | ------------------ |
| م                  | عداء                 | مرتبة              |
| 191                | كيارا كونسوني        | 5                  |
| 192                | Silvia Persico ‏      | 7                  |
| 193                | Eleonora Gasparrini ‏ | 26                 |
| 194                | Ilaria Sanguineti ‏   | 48                 |
| 195                | Karolina Kumięga ‏    | 30                 |
| 196                | Anastasia Carbonari ‏ | 35                 |

## التصنيف العام النهائي
| التصنيف العام         | التصنيف العام       | التصنيف العام | التصنيف العام                                      | التصنيف العام |
| العداء                | العداء              | البلد         | الفريق                                             | الوقت         |
| --------------------- | ------------------- | ------------- | -------------------------------------------------- | ------------- |
| 1                     | لورينا ويبيس        | هولندا        | فريق سنويب للسيدات ‏                                | 9 س 10 د 02 ث |
| 2                     | إليسا بالسامو       | إيطاليا       | Lidl–Trek (women's team) ‏                          | + 19 ث        |
| 3                     | Emma Norsgaard      | الدنمارك      | موفيستار للسيدات ‏                                  | + 28 ث        |
| 4                     | لوت كوبيكي          | بلجيكا        | إس دي وركس ‏                                        | + 31 ث        |
| 5                     | كيارا كونسوني       | إيطاليا       | فالكار سيلانس ‏                                     | + 34 ث        |
| 6                     | مارتا باستيانيلي    | إيطاليا       | يو أي أيه تيم ‏                                     | + 35 ث        |
| 7                     | Silvia Persico ‏     | إيطاليا       | فالكار سيلانس ‏                                     | + 37 ث        |
| 8                     | Julia Borgström ‏    | السويد        | إن إكس تي جي ريسينغ ‏                               | + 39 ث        |
| 9                     | Jesse Vandenbulcke ‏ | بلجيكا        | دروبز ‏                                             | + 41 ث        |
| 10                    | Simone Boilard ‏     | كندا          | St. Michel–Preference Home–Auber93 (women's team) ‏ | + 41 ث        |
| مصدر: ProCyclingStats |                     |               |                                                    |               |

### تصنيف النقاط
| تصنيف النقاط          | تصنيف النقاط         | تصنيف النقاط     | تصنيف النقاط              | تصنيف النقاط |
| العداء                | العداء               | البلد            | الفريق                    | النقاط       |
| --------------------- | -------------------- | ---------------- | ------------------------- | ------------ |
| 1                     | لورينا ويبيس         | هولندا           | فريق سنويب للسيدات ‏       | 37 نقطة      |
| 2                     | إليسا بالسامو        | إيطاليا          | Lidl–Trek (women's team) ‏ | 18 نقطة      |
| 3                     | لوت كوبيكي           | بلجيكا           | إس دي وركس ‏               | 10 نقطة      |
| 4                     | Emma Norsgaard       | الدنمارك         | موفيستار للسيدات ‏         | 9 نقطة       |
| 5                     | Veronica Ewers ‏      | الولايات المتحدة | EF Education–Tibco–SVB ‏   | 6 نقطة       |
| 6                     | كيارا كونسوني        | إيطاليا          | فالكار سيلانس ‏            | 6 نقطة       |
| 7                     | مارتا باستيانيلي     | إيطاليا          | يو أي أيه تيم ‏            | 6 نقطة       |
| 8                     | آنا هندرسون          | المملكة المتحدة  | جامبو فيسما للسيدات ‏      | 3 نقطة       |
| 9                     | Anastasia Carbonari ‏ | لاتفيا           | فالكار سيلانس ‏            | 3 نقطة       |
| 10                    | Julia Borgström ‏     | السويد           | إن إكس تي جي ريسينغ ‏      | 2 نقطة       |
| مصدر: ProCyclingStats |                      |                  |                           |              |

### تصنيف الجبال
| تصنيف الجبال          | تصنيف الجبال           | تصنيف الجبال     | تصنيف الجبال                        | تصنيف الجبال |
| العداء                | العداء                 | البلد            | الفريق                              | النقاط       |
| --------------------- | ---------------------- | ---------------- | ----------------------------------- | ------------ |
| 1                     | آنا هندرسون            | المملكة المتحدة  | جامبو فيسما للسيدات ‏                | 21 نقطة      |
| 2                     | Quinty Ton ‏            | هولندا           | ليف ريسينغ ‏                         | 7 نقطة       |
| 3                     | Silvia Persico ‏        | إيطاليا          | فالكار سيلانس ‏                      | 5 نقطة       |
| 4                     | Veronica Ewers ‏        | الولايات المتحدة | EF Education–Tibco–SVB ‏             | 5 نقطة       |
| 5                     | Julia Borgström ‏       | السويد           | إن إكس تي جي ريسينغ ‏                | 5 نقطة       |
| 6                     | Mie Bjørndal Ottestad ‏ | النرويج          | فريق أونو إكس برو للدراجات للسيدات ‏ | 4 نقطة       |
| 7                     | Katarzyna Niewiadoma   | بولندا           | كانيون–إس آر إيه إم ‏                | 2 نقطة       |
| 8                     | Coryn Labecki          | الولايات المتحدة | جامبو فيسما للسيدات ‏                | 1 نقطة       |
| 9                     | Eleonora Gasparrini ‏   | إيطاليا          | فالكار سيلانس ‏                      | 1 نقطة       |
| 10                    | كريستين ماجروس         | لوكسمبورغ        | إس دي وركس ‏                         | 1 نقطة       |
| مصدر: ProCyclingStats |                        |                  |                                     |              |

## تصنيف الفرق

### الفرق حسب الوقت
| تصنيف الفرق حسب الوقت | تصنيف الفرق حسب الوقت    | تصنيف الفرق حسب الوقت | تصنيف الفرق حسب الوقت |
| الفريق                | الفريق                   | البلد                 | الوقت                 |
| --------------------- | ------------------------ | --------------------- | --------------------- |
| 1                     | فالكار ترافل سيرفس 2022 ‏ | إيطاليا               | 27 س 32 د 12 ث        |
| 2                     | إس دي وركس 2022 ‏         | هولندا                | + 9 ث                 |
| 3                     | ليف ريسينغ 2022 ‏         | هولندا                | + 11 ث                |
| مصدر: ProCyclingStats |                          |                       |                       |

## تصانيف فرعية

### تصنيف أفضل شاب
| تصنيف أفضل شاب        | تصنيف أفضل شاب   | تصنيف أفضل شاب  | تصنيف أفضل شاب                                     | تصنيف أفضل شاب |
| العداء                | العداء           | البلد           | الفريق                                             | الوقت          |
| --------------------- | ---------------- | --------------- | -------------------------------------------------- | -------------- |
| 1                     | Julia Borgström ‏ | السويد          | إن إكس تي جي ريسينغ ‏                               | 9 س 10 د 41 ث  |
| 2                     | Simone Boilard ‏  | كندا            | St. Michel–Preference Home–Auber93 (women's team) ‏ | + 2 ث          |
| 3                     | Josie Nelson ‏    | المملكة المتحدة | تيم كوب هايتك بوردكتس ‏                             | + 13 ث         |
| مصدر: ProCyclingStats |                  |                 |                                                    |                |

## وصلات خارجية
- لمحة عن سباق رايد لندن الكلاسيكي 2022 على موقع  ProCyclingStats   (برو  سايكلنج  ستاتس) - إحصاءات  محترفي  الدراجات.
- رايد لندن الكلاسيكي 2022 على موقع إحصائيات الدراجات الإحترافية (الإنجليزية)